# Латинско-русская практическая транскрипция
В русском языке принята «средневековая» передача латинских имён и названий в немецкой традиции. Данная статья представляет собой общее руководство по передаче латинских имён: в сложных случаях следует обращаться к справочной литературе по истории и мифологии Древнего Рима и Греции.

## Фонетика
- Ae передаётся как «э» в начале слова и «е» в середине слова: Aemilia — Эмилия;
- au передаётся как «ав»: Aurora — Аврора;
- c перед e, i, y, ae, oe передаётся как «ц»: Cicero — Цицерон (не Кикеро[н]);
- c в остальных случаях передаётся как «к»;
- g всегда передаётся как «г»: Germanicus — Германик;
- h в начале слова чаще всего передаётся как «г»: Hirtius — Гирций. В ряде слов древнегреческого происхождения при транскрипции h, которое передаёт густое придыхание, традиционно опускается (Hieronymus — Иероним). Иногда наблюдаются колебания в транскрипции одного и того же имени (Hilarius — Иларий и Гиларий)[1].
- Консонантное i (записываемое также как j) передаётся как «й», при этом je — «е», ju — «ю», ja — «я»: Iuvenalis (Juvenalis) — Ювенал. После согласных (что бывает только на стыке приставки и корня) перед е, ю, я ставится «ъ»: coniunctio (conjunctio) — конъюнкция.
- L передаётся как «л» в конце слова и перед гласными и как «ль» перед согласными: Alba Longa — Альба-Лонга, Lupercalia — Луперкалии. Однако в научных терминах латинского происхождения lu обычно передаётся как «лю»: evolutio — эволюция; la — как «ля» на стыке корня и суффикса и как «ла» в противном случае: velaris — велярный, но labialis — лабиальный; lo в названиях болезней передаётся как «лё»: tuberculosis — туберкулёз.
- Oe передаётся как «э» в начале слова и «е» или «ё» в середине слова: Moesia — Мёзия;
- s между гласными передаётся как «з»: Moesia — Мёзия;
- ti перед гласной и не после s, t, x передаётся как «ци»: Terentius — Теренций (не Терентий);
- k в латинском алфавите практически не употребляется; эта буква традиционно писалась только в словах Kalendae (календы) и в имени Kaeso (Кезон, Цезон).
- x передаётся как «кс», в сочетании ex перед гласными — как «экз»: Buxentum — Буксент, existentia — экзистенция.

### Греческие слова в латинском языке
- Ch на месте χ передаётся как «х»: chronica — хроника; иногда встречается и в латинских словах (например, Pulcher — Пульхр);
- rh на месте ρ передаётся как «р»: Rhesus — Рес;
- th на месте θ передаётся как «т»: Theseus — Тезей, или Тесей; во многих случаях традиционно как «ф»: Thessalia — Фессалия. (Такое же колебание наблюдается и при передаче греческого oe: «ой»: Oeneus — Ойней, но чаще «э»: Oedipus — Эдип.)
- Y на месте υ передаётся как «и»: Pyrrha — Пирра;
- z передаётся как «з»: Zenobia — Зенобия.

## Морфология
Имена собственные и термины, как правило, передаются не именительным падежом, а основой, без окончания именительного падежа.

### Имена 1-го склонения
Имена 1-го склонения передаются в неизменном виде:
- Catilina — Катилина;
- Spurinna — Спуринна;
- Apulia — Апулия.

### Имена 2-го склонения
У существительных, кончающихся на -us, -us всегда отбрасывают:
- Decimus — Децим;
- Labienus — Лабиен.

У существительных, кончающихся на -ius, окончание передаётся как -ий:
- Tarquinius — Тарквиний;
- Honorius — Гонорий;
- Plinius — Плиний.

Кончающиеся на -eius передаются как -ей:
- Pompeius — Помпей;
- Apuleius — Апулей.

Точно так же передаются слова среднего рода:
- Capitolium — Капитолий.

При передаче имён, кончающихся на -er, e, как правило, опускается:
- Macer — Макр.

### Имена 3-го склонения
В русском языке имена 3-го склонения всегда передаются основой, которая определяется по форме родительного падежа (Genetivus, G.) Исключения редки (например, Juppiter, G. Jovis — Юпитер). У слов женского рода при этом в конце, как правило, прибавляется -а.
Существительные с основой на -n:
- Cato, G. Catonis — Катон;
- Cicero, Ciceronis — Цицерон;
- Nero, G. Neronis — Нерон;
- centurio, G. centurionis — центурион.

Существительные с основой на d, t:
- Dis, G. Ditis — Дит;
- Thetis, G. Thetidis — Фетида (традиционно с «ф»).

Основы на -s:
- Venus, G. Veneris — Венера.

Имена с основой на -l и -r не изменяются:
- Caesar — Цезарь;
- consul — консул;
- Hannibal — Ганнибал.

### Множественное число
Имена и названия, которые в латинских текстах фигурируют только в форме множественного числа (лат. pluralia tantum), по-русски также передаются множественным числом:
- Baiae — Байи (город);
- Kalendae — календы;
- Aquae Sextiae — Аквы Секстиевы.

## Слова из других языков в латинской передаче
При транскрибировании дошедших до нас в латинской передаче имён и названий из других языков (кельтских, германских, древнегреческого) следовать нормам средневекового произношения (в частности, передавать c как «ц», s как «з» между гласными и ti как «ци») не рекомендуется.
- Cynosura — Киносура[англ.] (город в Греции);
- Cynobelinus — Кинобелин (вождь бриттов).

## Традиционно передаваемые имена и названия
Существуют традиционные написания, не отражающие непосредственно транскрипцию с латинского: Roma — Рим, Carthago — Карфаген, Styx — Стикс, Sphinx — Сфинкс (хотя правильное «Сфинга» от Sphinx, G. Sphingis — женского рода — также встречается).
В написании некоторых терминов встречаются колебания: например, слово strix, G. strigis в значении «вампир» в русскоязычной литературе передаётся и как «стрига», и как «стрикс».